# Dúi má đào
Dúi má đào hay dúi má vàng (Rhizomys sumatrensis) là một loài gặm nhấm trong họ Spalacidae. Loài này sinh sống ở Campuchia, Trung Quốc, Indonesia, Lào, Malaysia, Myanmar, Thái Lan và Việt Nam. Đây là loài dúi lớn nhất, dài từ 40–50 cm, nặng từ 3–4 kg, ngang một con chó nhỏ hoặc một con mèo to.
Chế độ ăn điển hình của dúi má đào bao gồm rễ tre, nhưng chúng cũng ăn sắn và mía. Loài này bị con người săn bắt làm thức ăn.
Loài này là vật chủ tự nhiên cho mốc, Penicillium marneffei.
Dúi má đào là một trong số những loài chuột lớn đã được các học giả của Sherlockiana xác định là hình mẫu ban đầu cho Chuột khổng lồ Sumatra bí ẩn được ám chỉ trong một câu chuyện hư cấu của Sir Arthur Conan Doyle.Bản mẫu:Better reference